# Andy Hess
Andy Hess (nascido em 4 de dezembro de 1966, em Washington, D.C., Estados Unidos) é um baixista americano, ex-integrante do Gov't Mule, tendo se juntado à banda em 2003. Anteriormante, ele foi baixista do The Black Crowes, de fevereiro de 2001 até o hiatus da banda, no começo do ano seguinte. Hess participou do álbum ‘’Up All Night’’, do The John Scofield’s Band, o qual foi lançado em 2003. Ele também já tocou na banda de Joan Osborne, e trabalhou com David Byrne e Tina Turner. Hess está atualmente em turnê com Steve Kimock e Bernie Worrell.